# LG V20
LG V20 — це Android фаблет виробництва LG Electronics із серії LG V, що прийшов на зміну LG V10, випущеному у 2015 році. Представлений 6 вересня 2016 року, є першим телефоном з операційною системою Android Nougat. Як і V10, V20 має додатковуий екран у верхній частині пристрою, який може відображати додаткові повідомлення та елементи управління, а також чотириядерний ЦАП для звуку. V20 має батарею, яку легко замінити, на відміну від свого наступника LG V30, представленого 31 серпня 2017 року.

## Характеристики смартфона

### Дизайн
У LG V20 компанія продовжує використовувати конструкцію подібну до LG G5, маючи кришку з алюмінієвого сплаву, яку можна зняти для значно спрощеного та зручного виймання батареї, а також для легкого доступу до внутрішніх компонентів для будь-якого ремонту. Кришки зверху та знизу виготовлені з полікарбонатного пластику, там знаходиться кнопка живлення на задній панелі з вбудованим сканером відбитків пальців. На нижньому боці смарфона є роз'єм USB-C, сумісним із Qualcomm Quick Charge 3.0, Він доступний у темно-сірому (названому «Титан»), рожевому і сріблястому кольорах.

### Апаратне забезпечення
V20 укомплектований 5,7-дюймовим IPS LCD дисплеєм з роздільною здатністю 1440p і яскравістю до 500 ніт, покритим склом Gorilla Glass 4. Як і в V10, другий додатковий дисплей розташований у верхній частині пристрою праворуч від ширококутної фронтальної камери з кутом огляду 120°. Додатковий окремий дисплей можна використовувати для відображення сповіщень, елементів управління доступом і додатків, а також часу відображення і вхідних повідомлень. Обидва екрани стали більшими і яскравішими, ніж у V10. Смартфон використовує процесор Qualcomm Snapdragon 820 з 4 ГБ оперативної пам'яті LPDDR4. Пристрій містить 64 ГБ вбудованої пам'яті з можливістю розширення за допомогою карти microSD до 2 ТБ і знімний акумулятор ємністю 3200 мАг.
Додаткові функції включають в себе ІЧ-порт, FM-радіо, спеціальний 24-бітний високоякісний аудіорекордер, здатний записувати до 24-бітів/192 кГц з ручним керуванням каналами для ефективного придушення шуму до 50 % при записі аудіо/відео порівняно з інші аудіорекордери для смартфонів, Bluetooth 4.2, NFC, а також підтримка двох SIM-карт для міжнародних версій H990N/H990DS, у яких немає слота для карти microSD, як у більшості інших смартфонів з підтримкою двох SIM-карт. V20 поставляється з навушниками-вкладишами Bang & Olufsen H3 перший час, після старту продаж, також вони налаштовують звук телефону в деяких країнах, зокрема в міжнародних варіантах (позначається логотипом B&O на задній стороні кришки). Кожна модель V20 містить спеціальний 32-розрядний Hi-Fi Quad DAC ESS Sabre ES9218, здатний керувати навушниками з опором до 600 Ом для поліпшення якості звуку дротових навушників зі специфікаціями 130 дБ SNR, 124 дБ DNR і — 112 дБ THD+N.
Відео можна записувати зі звуковими доріжками у форматі FLAC (без втрат).

### Програмне забезпечення
V20 поставляється з Android 7.0 Nougat і програмним забезпеченням LG UX 5.0+. Це був перший пристрій Android з Nougat. Були випущені оновлення до Android 8.0 Oreo але для деяких моделей, оновлення стало останнім.
LG підтримує розблокування завантажувача деяких телефонів, дозволяючи рутувати їх і встановлювати користувацькі образи ПЗП, якщо вони доступні. LG V20 не дпідтримує розблокування завантажувача; повідомляється, що це можливо, але складно і з ризиком пошкодження телефону, і неофіційно створюються користувацькі образи ПЗП, такі як LineageOS.